# Fernando Funes
Fernando Oscar Funes (n. 4 de marzo de 1983, Santa Rosa de Río Primero, Córdoba, Argentina) es un baloncestista argentino que se desempeña en la posición de escolta.

## Carrera
Fernando Funes se inició profesionalmente en Atenas de Córdoba, debutando el 26 de enero de 2001 en la Liga Nacional de Básquet durante un encuentro frente a Peñarol de Mar del Plata. En su segunda temporada en el club disputó 36 partidos y fue parte del plantel que logró el título de la Liga Nacional de Básquet 2001-02. Al año siguiente nuevamente conquistó la Liga Nacional de Básquet junto a la institución cordobesa, estrenándose a su vez en competiciones internacional al participar del Campeonato Sudamericano de Clubes Campeones de 2002. A mitad de temporada ganó el Torneo de Volcadas de la LNB, uno de los concursos del Juego de las Estrellas de la LNB. En la temporada 2003-04 participó en 53 partidos promediando 8.4 puntos por encuentro y siendo elegido como el Jugador de Mayor Progreso de la Liga Nacional de Básquet. En 2004 integró el plantel que logró la victoria en la Liga Sudamericana de Clubes, pero que no logró alcanzar las finales en la LNB.
En la temporada siguiente disputó 12 juegos y luego fue cedido a Boca Juniors hasta el final del certamen. Tuvo la oportunidad de participar otra vez de la Liga Sudamericana de Clubes. 
Vistió luego la camiseta de Belgrano de San Nicolás durante un año -con un promedio de 13.1 puntos en 33 partidos-, retornando a Boca Juniors para la temporada siguiente. Tras haber sido eliminados en cuartos de final, fichó con Lanús, donde promedió 10.9 puntos en 48 partidos y logró permanecer en la división tras jugar los partidos del playout.
En la temporada 2009-10 se unió a Central Entrerriano de Gualeguaychú donde tuvo su mejor promedió de puntos, el cual fue 16.8 en 43 encuentros. Dejó al club entrerriano para instalarse en Comodoro Rivadavia y arreglar contrato con Gimnasia Indalo. En el equipo patagónico permaneció dos años y luego fue convocado por Argentino de Junín para jugar la temporada 2012-13. El promedio de 12.9 puntos en 48 encuentros le sirvió para mudarse a Quimsa.
Tras una temporada con los santiagueños, retornó a Argentino de Junín, donde permaneció durante dos años. Su actuación fue clave para mantener al equipo en la máxima categoría del baloncesto profesional argentino. 
El 8 de agosto de 2016 se confirmó su llegada a Boca Juniors, para así realizar su tercer ciclo en el club. Al culminar la temporada, Argentino de Junín tentó a Funes para que regresara, pero el escolta escogió firmar con Comunicaciones. La temporada 2017-18 sería su última en LNB, pues al año siguiente bajaría dos categorías para reforzar a Lanús en el TFB. En 2019 se desvinculó de la institución granate, permaneciendo en la categoría, pero esta vez con Pergamino Básquet.
En marzo de 2021, luego de varios meses de inactividad a causa de la pandemia de COVID-19, Funes se incorporó a Atlético Sastre, un equipo perteneciente a la Asociación Civil de Básquet del Oeste Santafesino, el cual disputa, entre otros torneos, la Liga Provincial de Mayores de Santa Fe.

## Trayectoria
| Temporada | Equipo                                  | País      | Liga  |
| 2000-01   | Atenas de Córdoba                       | Argentina | LNB   |
| 2001-02   | Atenas de Córdoba                       | Argentina | LNB   |
| 2002-03   | Atenas de Córdoba                       | Argentina | LNB   |
| 2003-04   | Atenas de Córdoba                       | Argentina | LNB   |
| 2004-05   | Atenas de Córdoba                       | Argentina | LNB   |
| 2005-06   | Atenas de Córdoba                       | Argentina | LNB   |
| 2005-06   | Boca Juniors                            | Argentina | LNB   |
| 2006-07   | Belgrano (San Nicolás)                  | Argentina | LNB   |
| 2007-08   | Boca Juniors                            | Argentina | LNB   |
| 2008-09   | Lanús                                   | Argentina | LNB   |
| 2009-10   | Central Entrerriano                     | Argentina | LNB   |
| 2010-11   | Gimnasia y Esgrima (Comodoro Rivadavia) | Argentina | LNB   |
| 2011-12   | Gimnasia y Esgrima (Comodoro Rivadavia) | Argentina | LNB   |
| 2012-13   | Argentino de Junín                      | Argentina | LNB   |
| 2013-14   | Quimsa                                  | Argentina | LNB   |
| 2014-15   | Argentino de Junín                      | Argentina | LNB   |
| 2015-16   | Argentino de Junín                      | Argentina | LNB   |
| 2016-17   | Boca Juniors                            | Argentina | LNB   |
| 2017-18   | Comunicaciones                          | Argentina | LNB   |
| 2018-19   | Lanús                                   | Argentina | TFB   |
| 2019-20   | Pergamino Básquet                       | Argentina | TFB   |
| 2021      | Atlético Sastre                         | Argentina | LPMSF |
| 2022      | Atlético Sastre                         | Argentina | LPMSF |

## Palmarés

### Campeonato Nacionales
| Título                   | Club                        | País      | Año     |
| ------------------------ | --------------------------- | --------- | ------- |
| Liga Nacional de Básquet | Asociación Deportiva Atenas | Argentina | 2001-02 |
| Liga Nacional de Básquet | Asociación Deportiva Atenas | Argentina | 2002-03 |
| Torneo Top 4             | Asociación Deportiva Atenas | Argentina | 2004    |

### Campeonatos internacionales
| Título            | Club                        | País      | Año  |
| ----------------- | --------------------------- | --------- | ---- |
| Liga Sudamericana | Asociación Deportiva Atenas | Argentina | 2004 |

### Consideraciones personales
- Ganador del Torneo de Volcadas de la LNB: 2003.
- Participante del Juego de las Estrellas de la LNB: 2003.
- Jugador de Mayor Progreso de la LNB: 2003-04.